# Neferu I
Neferu I ("la belleza") fue la primera reina de la Dinastía XI del Antiguo Egipto. Fue esposa del faraón Mentuhotep I.
Sus hijos fueron Intef I e Intef II y fue abuela de Intef III y la reina Iah, su esposa. También fue bisabuela de Neferu II.
Se la menciona en una estela.
Es posible que sea la misma que la reina Neferukayet, de quien se cree que es la esposa de Intef II. Sus títulos serían entonces: "Esposa del rey, su amada", "Hija del rey" y "Ornamento real".